# Altengrabower Heide
Altengrabower Heide este o arie protejată (arie specială de conservare — SAC, sit de importanță comunitară — SCI) din Germania întinsă pe o suprafață de 2.847 ha, integral pe uscat.

## Localizare
Centrul sitului Altengrabower Heide este situat la coordonatele 52°08′55″N 12°13′01″E / 52.1486°N 12.2169°E.

## Înființare
Situl Altengrabower Heide a fost declarat sit de importanță comunitară în martie 2004 pentru a proteja 7 specii de animale. Situl a fost protejat și ca arie specială de conservare în decembrie 2018.

## Biodiversitate
Situată în ecoregiunea continentală, aria protejată conține 2 habitate naturale: Pajiști uscate europene, Păduri acidofile de stejar bătrân cu Quercus robur pe câmpii nisipoase.
La baza desemnării sitului se află mai multe specii protejate:
- amfibieni (1): triton cu creastă (Triturus cristatus)
- mamifere (4): liliac cârn (Barbastella barbastellus), lupul (Canis lupus), vidră de râu (Lutra lutra), râs eurasiatic (Lynx lynx)
- nevertebrate (2): rădașcă (Lucanus cervus), Osmoderma eremita Complex

Pe lângă speciile protejate, pe teritoriul sitului au mai fost identificate 3 specii de amfibieni, 9 specii de mamifere, 2 specii de reptile.